# Premi Lambda
Els Premi Lambda, també coneguts com «Lammys», són uns guardons atorgats anualment per la fundació Lambda Literary d'ençà el 1989 a fi de reconèixer el paper crucial que juguen els escriptors LGBTQ en la configuració del món.
El certamen ha passat de 14 premis els primers anys a 24 actualment. Algunes categories primerenques, com ara la literatura sobre el VIH/SIDA, es van abandonar a mesura que el protagonisme de la crisi de la sida dins de la comunitat gai va disminuir, i es van afegir categories per a la literatura bisexual i transgènere a mesura que la comunitat es va fer més inclusiva.

## Guanyadors
Alison Bechdel va guanyar quatre premis en la categoria d'Humor, i és una de les cinc autores que ha guanyat el premi més d'una vegada, conjuntament amb Joe Keenan, Michael Thomas Ford, David Sedaris i David Rakoff.
Nicola Griffith i Melissa Scott han guanyat quatre premis cadascuna en la categoria Ciència-ficció/Fantasia/Terror (SFFH), i són dos dels sis escriptors que han guanyat el premi SFFH més d'una vegada (amb Stephen Pagel, Jim Grimsley i Lee Thomas).
Sarah Waters ha guanyat tres premis en la categoria de Ficció lèsbica, per Tipping the Velvet (2000), Fingersmith (2002) i The Night Watch (2007), i és una de les tres escriptores que ha guanyat aquest premi més d'una vegada, juntament amb els dos cops guanyadors Dorothy Allison i Achy Obejas.
Mark Doty i Adrienne Rich han guanyat tres premis cadascun en la categoria de Poesia i són dos dels set poetes que han guanyat el premi més d'una vegada (amb els dos cop guanyadors Joan Larkin, Michael Klein, Marilyn Hacker, Audre Lorde i JD McClatchy).
Richard Labonté, Radclyffe i Tristan Taormino han guanyat dos premis cadascun en la categoria Eròtica, cadascun guanyant una vegada quan la categoria es subdividia en gai i lèsbica, i cadascun guanyant per segon cop amb la categoria unificada. Colm Tóibín és l'únic escriptor que ha guanyat dos premis en la categoria Ficció gai per The Master el 2004 i per The Empty Family el 2011. Lillian Faderman és l'única escriptora que ha guanyat premis en set categories diferents.

## Adaptacions
Nombroses obres guanyadores del premi Lambda han estat adaptades al cinema i la televisió:
- L'obra de teatre de 1993 de Tony Kushner, Àngels a Amèrica, va ser adaptada a una minisèrie d'HBO (2003), protagonitzada per Al Pacino i Meryl Streep i dirigida per Mike Nichols.
- La novel·la de 1994 de John Berendt Midnight in the Garden of Good and Evil, que va guanyar el premi Gay Mystery de 1995, va ser adaptada a una pel·lícula de 1997, protagonitzada per Kevin Spacey i John Cusack i dirigida per Clint Eastwood.
- El llibre Aimée & Jaguar d'Erica Fischer de 1995, que va guanyar el premi de Biografia Lèsbica de 1996, va ser adaptat a una pel·lícula de 1999, protagonitzada per Maria Schrader i Juliane Köhler i dirigida per Max Färberböck.
- La novel·la Cavedweller de Dorothy Allison de 1998, que va guanyar el premi de Ficció lèsbica el 1999, i va ser adaptada a una pel·lícula de 2004, protagonitzada per Kyra Sedgwick i Aidan Quinn i dirigida per Lisa Cholodenko.
- La novel·la de 1998 de Sarah Waters Tipping the Velvet, que va guanyar el premi de Ficció lèsbica l'any 2000, va ser adaptada a una minisèrie de la BBC el 2002, protagonitzada per Rachael Stirling i Keeley Hawes i dirigida per Geoffrey Sax.
- L'obra de teatre de 1998 de John Cameron Mitchell i Stephen Trask, Hedwig and the Angry Inch, que va guanyar el premi Drama 2001, va ser adaptada a una pel·lícula de 2001, protagonitzada per Mitchell i Trask i dirigida per Mitchell.
- El llibre de 2000 de David Ebershoff The Danish Girl, que va guanyar el Premi Transgènere 2001, va ser adaptat a una pel·lícula de 2015, protagonitzada per Eddie Redmayne i Alicia Vikander i dirigida per Tom Hooper. Posteriorment, Vikander va guanyar l'Oscar a la millor actriu secundària als Premis Oscar 2015.
- La novel·la Fingersmith de Sarah Waters del 2002, que va guanyar el premi de Ficció lèsbica del 2003, va ser adaptada a una minisèrie de dues parts del 2005, protagonitzada per Sally Hawkins i Imelda Staunton i dirigida per Aisling Walsh.
- Les memòries d'Alison Bechdel del 2006 Fun Home, que van guanyar el Premi Lesbian Memoir 2007, es van adaptar a un musical el 2013.
- Call Me by Your Name, d'André Aciman, que va guanyar el premi Gay Fiction 2008, va ser adaptada a una pel·lícula el 2017 protagonitzada per Timothée Chalamet i Armie Hammer.